# Anwendungsfall

Beispiel eines Anwendungsfalldiagramms in der Unified Modeling Language. Die beiden Anwendungsfälle SMS verschicken und Fotomessage verschicken eines Mobilfunkbetreibers sind spezifiziert.

Hierarchie von Anwendungsfällen im Cockburn-Stil

Ein Anwendungsfall (englisch use case) bündelt alle möglichen Szenarien, die eintreten können, wenn ein Akteur versucht, mithilfe des betrachteten Systems ein bestimmtes fachliches Ziel (englisch business goal) zu erreichen. Er beschreibt, was inhaltlich bei dem Versuch der Zielerreichung passieren kann und abstrahiert von konkreten technischen Lösungen. Das Ergebnis des Anwendungsfalls kann ein Erfolg oder Fehlschlag/Abbruch sein.

## Allgemeines
Anwendungsfälle werden typischerweise so benannt, wie die Ziele aus Sicht der Akteure heißen: Mitglied anmelden, Geld abheben, Auto zurückgeben.
Die Granularität von Anwendungsfällen kann stark variieren. Ein Anwendungsfall beschreibt auf hohem Niveau grob und abstrakt, was passiert. Die Technik des Anwendungsfallschreibens kann jedoch bis auf die Ebene von IT-Prozessen verfeinert werden, um das Verhalten einer Anwendung detailliert wiederzugeben. Dies widerspricht zwar der ursprünglichen Intention von Use Cases, kann aber in manchen Fällen zweckmäßig sein.
Anwendungsfall und Geschäftsprozess werden oft ungenau voneinander abgegrenzt. Der Bezug zur Systemtheorie zeigt jedoch, dass Anwendungsfälle und Geschäftsprozesse jeweils eine andere Sicht auf das zu modellierende System darstellen:
- Anwendungsfälle beschreiben, was die Umwelt vom System erwartet.
- Ein Geschäftsprozess beschreibt eine Folge von Einzeltätigkeiten, die schrittweise ausgeführt werden, um ein geschäftliches oder betriebliches Ziel zu erreichen.

Diese Abgrenzung gilt unabhängig von der Art des zu modellierenden Systems für Unternehmen und Software gleichermaßen. Sie ist nicht mit der Unterscheidung zwischen White-Box- und Black-Box-Modellierung gleichzusetzen.
Die Begriffe Geschäftsanwendungsfall (englisch business use case) und Systemanwendungsfall (englisch system use case) hingegen beschreiben den inhaltlichen Umfang des betrachteten Systems:
- Bei einem Systemanwendungsfall ist der inhaltliche Umfang durch das zu entwickelnde System gesetzt.
- Bei einem Geschäftsanwendungsfall ist der inhaltliche Umfang durch eine organisatorische Einheit gesetzt, beispielsweise eine Firma oder Abteilung.

Üblicherweise werden Geschäftsanwendungsfälle dafür genutzt, die Systemanwendungsfälle in einen gemeinsamen Kontext einzubetten und weitere Anforderungen aufzudecken.
Anwendungsfälle wurden bereits vor Etablierung der UML eingesetzt. Zusammenhängende Anwendungsfälle können in einem Anwendungsfalldiagramm dargestellt werden. Häufig wird mit diesem auch ein Systemkontextdiagramm erstellt.

## Aufbau eines Anwendungsfalls
Der inhaltliche Aufbau eines Anwendungsfalls erfolgt meist mittels einer zu definierenden Vorlage. Diese wird abhängig vom Kontext der späteren Benutzung des Anwendungsfalls ausgearbeitet. Oft werden für die verschiedenen Analysephasen unterschiedlich stark formalisierte Vorlagen verwendet. Die Bandbreite reicht von der rein prosaischen Kurzbeschreibung bis zu einem vollständigen, ausgearbeiteten Anwendungsfall.
Exemplarisch soll hier eine Schablone nach Cockburn vorgestellt werden:
Name und Identifikationsnummer
Anwendungsfälle haben einen Namen und werden nach Sachgruppen geordnet durchnummeriert, z. B. UC 2.01.
Beschreibung (description)
Hier erfolgt eine kurze Beschreibung, was im Anwendungsfall passiert. Kurz bedeutet, dass es zwei oder drei Zeilen sind, selten mehr.
Beteiligte Akteure (actors)
Akteure sind beteiligte Personen oder Systeme außerhalb (!) des beschriebenen Systems. Z. B. Anwender, angemeldeter Anwender, Kunde, System, Abrechnungsprozess. Die Akteure werden zuvor in einem eigenen Abschnitt dargestellt. Jacobson unterscheidet zwei Arten von Akteuren: Primäre Akteure sind die eigentlichen Benutzer des Systems. Neben diesen gibt es noch sekundäre Akteure (auch: „unterstützende Akteure“), die das System überwachen, warten und den Primärakteur bei seiner Zielerreichung unterstützen.
Status
Der Status sagt aus, wie weit die Arbeit an dem Anwendungsfall gediehen ist. In Arbeit, bereit zum Review, im Review, abgelehnt und abgenommen sind Beispiele.
Verwendete Anwendungsfälle (includes)
Wenn der Anwendungsfall auf andere Anwendungsfälle zurückgreift, werden diese Fälle hier aufgezählt. Zu nennen sind Name und Identifikationsnummer.
Auslöser (rationale oder trigger)
Der fachliche Grund oder die Gründe dafür, dass dieser Anwendungsfall ausgeführt wird.
Vorbedingungen (preconditions)
Alle Bedingungen, die erfüllt sein müssen, damit dieser Anwendungsfall ausgeführt werden kann. Gibt es keine Vorbedingungen, so steht hier „keine“.
Invarianten
Alle Bedingungen, die innerhalb und durch den Anwendungsfall nicht verändert werden dürfen. Diese müssen auch in einem Misserfolgs- oder Fehlerszenario immer noch gewährleistet werden können.
Nachbedingung/Ergebnis (postconditions)
Der Zustand, der nach einem erfolgreichen Durchlauf des Anwendungsfalls erwartet wird.
Standardablauf (normal flow)
Hier wird das typische Szenario dargestellt, das leicht zu verstehen oder der am häufigsten vorkommende Fall ist. An seinem Ende steht die Zielerreichung des Primärakteurs. Die Ablaufschritte werden nummeriert und meist in strukturierter Sprache beschrieben. Ablaufpläne können jedoch ebenfalls benutzt werden, wenn es angebracht erscheint. Mit der UML können diese Ablaufschritte in Aktivitätsdiagrammen oder anwendungsfallorientierten Sequenzdiagrammen dargestellt werden.
Alternative Ablaufschritte (alternative flow)
Dies sind Szenarien, die sich außerhalb des Standardablaufs auch bei der (versuchten) Zielerreichung des Anwendungsfalls ereignen können. Sie werden meistens als konditionale Verzweigungen der normalen Ablaufschritte dargestellt. An ihrem Ende steht ein Misserfolg, die Zielerreichung des Primärakteurs oder eine Rückkehr zum Standardablauf.
Hinweise
Kurze Erklärungen zum besseren Verständnis, Hinweise zu Nebeneffekten, Mengengerüsten soweit erforderlich und alles andere, das nicht weiter oben dargestellt werden kann.
Änderungsgeschichte (use case history)
Versionierung, Name des Autors, Datum

## Methodische Hinweise
Ein Anwendungsfall beschreibt die Interaktionen zwischen Nutzer und System, die notwendig sind, um ein fachliches Ziel des Nutzers zu verwirklichen. Dabei dürfen die beschriebenen Abläufe nicht zu komplex werden. Als Anhaltspunkt kann der von Alistair Cockburn beschriebene Kaffeepausen-Test dienen: Der Anwendungsfall ist zu komplex, wenn „der Nutzer während der Interaktionen eine Kaffeepause einlegen“ würde.

## Abgrenzung zur User Story
In der agilen Softwareentwicklung, ursprünglich speziell im Extreme Programming (XP), werden Use Cases aufgrund der organisatorischen Besonderheiten in einer noch knapperen Form verfasst. Aufgrund dieser kürzeren Darstellungsform tragen sie nicht die Bezeichnung Use Case, sondern werden als User Story bezeichnet. Eine User Story in XP ähnelt eher der Kurzbeschreibung eines klassischen Use Cases.

## Use Case 2.0
Im Dezember 2011 veröffentlichten Ivar Jacobson, Ian Spence und Kurt Bittner das Konzept Use Case 2.0. Es beschreibt eine skalierbare, agile Technik zur Entwicklung von Anforderungen, mit denen die inkrementelle Systementwicklung gesteuert werden kann. Die Prinzipien des neuen Konzeptes sind:
- Beschreibe Dinge einfach – mit Geschichten („stories“)
- Verstehe das „Big Picture“
- Stelle den Nutzen in den Mittelpunkt
- Baue das System scheibchenweise („in slices“)
- Liefere das System in Inkrementen
- Passe dich den Bedürfnissen des Teams an

Die Problemlösung für agile Projektplanung mit Use Cases liefert die Technik des „Slicings“ – dem Aufschneiden eines Use Cases in kleinere Einheiten, die dann innerhalb eines Sprints realisiert werden können.

## Weiterführende Themen
- Mit der Robustheitsanalyse können spezielle Eigenschaften der Use Cases untersucht werden.